# Marc Norman
Marc Norman (10 de febrero de 1941) es un guionista y escritor estadounidense.

## Obra
Con Tom Stoppard, Norman ganó el Óscar al mejor guion original en la 71.ª entrega por su guion de Shakespeare in Love, también compartió el Óscar a la mejor fotografía por ser coproductor del filme. Norman y Stoppard también ganaron un Oso de plata en el Festival Internacional de Cine de Berlín.
Otros guiones que alcanzaron prestigio como Cutthroat Island y The Aviator. También escribió un episodio de la serie Misión: Imposible. Asimismo es autor de diversos libros.

## Premios y distinciones
Premios Óscar
| Año  | Categoría            | Película            | Resultado |
| ---- | -------------------- | ------------------- | --------- |
| 1999 | Mejor Película       | Shakespeare in Love | Ganador   |
| 1999 | Mejor guion original | Shakespeare in Love | Ganador   |